# Mount Gilead (Carolina do Norte)
Mount Gilead é uma cidade  localizada no estado norte-americano de Carolina do Norte, no Condado de Montgomery.

## Demografia
Segundo o censo norte-americano de 2000, a sua população era de 1389 habitantes.
Em 2006, foi estimada uma população de 1406, um aumento de 17 (1.2%).

## Geografia
De acordo com o United States Census Bureau tem uma área de
8,5 km², dos quais 8,5 km² cobertos por terra e 0,0 km² cobertos por água.

## Localidades na vizinhança
O diagrama seguinte representa as localidades num raio de 24 km ao redor de Mount Gilead.